# Civrac-en-Médoc

Civrac-en-Médoc este o comună în departamentul Gironde din sud-vestul Franței. În 2009 avea o populație de 568 de locuitori.

## Evoluția populației
| An        | 1975 | 1982 | 1990 | 1999 | 2006 | 2009 |
| --------- | ---- | ---- | ---- | ---- | ---- | ---- |
| Populație | 403  | 451  | 510  | 502  | 534  | 568  |